# Samba pras Moças
Samba pras Moças é o nono álbum de estúdio do cantor e compositor brasileiro Zeca Pagodinho, lançado em 1995, e é considerado a "obra prima irretocável" do artista. O crítico Mauro Dias, em uma coluna de crítica musical, citou este disco como "perfeito" em artigo no jornal O Estado de S. Paulo. Já Mauro Ferreira, crítico do jornal O Globo, cita o disco como um "repertório irregular", mas superior aos outros discos lançados no gênero do samba naquele ano.
Após sua relação conturbada com a gravadora RCA, Zeca entendeu que precisava se profissionalizar. Para isso, assinou contrato com a PolyGram e seus discos passariam então a ter novos personagens que seriam tão importantes para a mudança de patamar do artista, a ponto de fazerem parte do seu time de então até os dias atuais. Trata-se de Rildo Hora como produtor musical e Max Pierre como diretor artístico.
O arranjador, maestro e gaitista Rildo Hora era já um profissional considerado experimentado no meio musical, tendo produzido álbuns de sucesso de grandes nomes como Martinho da Vila e Beth Carvalho, e foi considerado o nome ideal para este novo momento na carreira de Zeca. Este foi o início de uma parceria que renderia à dupla 4 Grammys Latinos e Rildo Hora seria então considerado um Midas do Samba, colecionando mais de 150 discos de ouro em cinquenta anos de carreira.
Com o novo produtor, a sonoridade musical de Zeca se alterou e sua música passou a apresentar arranjos mais trabalhados e introduções musicais marcantes, uma receita que já vinha experimentando com Martinho da Vila, mas alcançaria seu ápice com o disco Samba pras Moças. Além de inserir uma sonoridade orquestral, o maestro introduziu uma tonalidade baiana à canção, para que ela se assemelhasse com o axé, que fazia muito sucesso na época.
Este foi o último disco em que Zeca aparece como compositor em várias faixas, tendo colaborado em 7 canções. À partir de então, o artista passaria a inserir em seus discos apenas gravações de grandes compositores do samba, além de dar oportunidade para compositores em início de carreira, pois segundo o próprio artista, "o lado artista sufoca o compositor. Em primeiro lugar, não sobra tempo. São tantos compromissos que é difícil conseguir parar para compor. E, depois, falta a inspiração." 
O grande turning point para a imagem de Zeca se alterar perante o público nacional teria sido a entrevista onde o cantor foi a principal atração do programa Jô Soares Onze e Meia, em 24 de julho de 1995, feita especificamente para a divulgação deste disco. Ali, criou-se o mito de um artista alegre, comunicativo, humilde e boêmio irreparável, que lhe rendeu fama nacional a ponto de se tornar o principal garoto propaganda de uma empresa de cerveja.
O disco Samba pras Moças vendeu 300 mil cópias, atingindo disco de Platina.
Em 2020, 25 anos após o lançamento original, o álbum foi disponibilizado nas plataformas digitais em versão remasterizada.

## Faixas
| N.º            | Título                                                                | Compositor(es) | Duração |  |
| 1.             | "Samba pras Moças"                                                    | Roque Ferreira / Grazielle                                                                                           | 5:04    |  |
| 2.             | "Se Eu Sorrir Tu Não Podes Chorar"                                    | Zeca Pagodinho / Martinho da Vila                                                                                    | 4:08    |  |
| 3.             | "Já Mandei Botar Dendê"                                               | Zeca Pagodinho / Arlindo Cruz / Maurição                                                                             | 4:30    |  |
| 4.             | "O Bicho que Deu"                                                     | Tio Hélio / Nílton Campolino                                                                                         | 4:35    |  |
| 5.             | "Vou Botar Teu Nome Na Macumba"                                       | Zeca Pagodinho / Dudu Nobre                                                                                          | 3:20    |  |
| 6.             | "Pururuca"                                                            | Barbeirinho do Jacarezinho / Marquinhos Diniz                                                                        | 3:35    |  |
| 7.             | "A Distância"                                                         | Almir Guineto / Mazinho Xerife / Carlos Senna                                                                        | 4:09    |  |
| 8.             | "Guiomar"                                                             | Nei Lopes | 3:12    |  |
| 9.             | "Depois do Temporal"                                                  | Beto sem Braço / Zeca Pagodinho                                                                                      | 3:44    |  |
| 10.            | "Pagode da Dona Didi"                                                 | Zeca Pagodinho | 3:03    |  |
| 11.            | "O Samba Nunca Foi de Arruaça"                                        | Monarco / Ratinho | 2:58    |  |
| 12.            | "Requebra Morena"                                                     | Mauro Duarte / Paulo César Pinheiro                                                                                  | 4:08    |  |
| 13.            | "Pisa Como Eu Pisei / Brincadeira Tem Hora / Quando Eu Contar (Iaiá)" | Beto sem Braço / Aluízio Machado / Zeca Pagodinho; Beto sem Braço / Zeca Pagodinho; Serginho Meriti / Beto sem Braço | 5:38    |  |
| Duração total: | Duração total:                                                        | Duração total: | 52:04   |  |

## Certificações
| Brasil (ABPD)                             | Platina | 1995 | 250.000* |
| *número de vendas baseado na certificação |         |      |          |